# Momboor van Luik
De momboor van Luik was de naam voor de regent van het prinsbisdom Luik. 
Dit gebeurde bij afwezigheid van de prins-bisschop of bij afwezigheid van een benoeming tot bisschop. Enkel het kapittel van de kathedraal van Sint-Lambertus was bij machte een momboor aan te stellen. Hiermee kreeg de momboor een inkomen gegarandeerd. Een momboor werd al eens aangesteld wanneer het kapittel de bisschop weg wou. Dit was bijvoorbeeld het geval bij het tiranniek bestuur van prins-bisschop Jan van Beieren. Het kapittel stelde de bejaarde Hendrik van Perwez, heer van Hoorn, aan als momboor (1402).
Vandaag heeft de stad Luik een straat genoemd Rue du Mambour, ter herinnering aan deze functie uit het ancien régime.